# 蘭德克羅辛 (加利福尼亞州)
蘭德克羅辛（英語：Lander Crossing）是位於美國加利福尼亞州普萊瑟縣的一個非建制地區。該地的面積和人口皆未知。

## 地理
蘭德克羅辛的座標為39°04′09″N 120°58′43″W / 39.06917°N 120.97861°W，而該地的平均海拔高度為701米（即2300英尺）。